# Kleine Stern-Tulpe
Die Kleine Stern-Tulpe (Tulipa dasystemon) ist eine Pflanzenart aus der Gattung der Tulpen (Tulipa) innerhalb der Familie der Liliengewächse (Liliaceae).

## Beschreibung

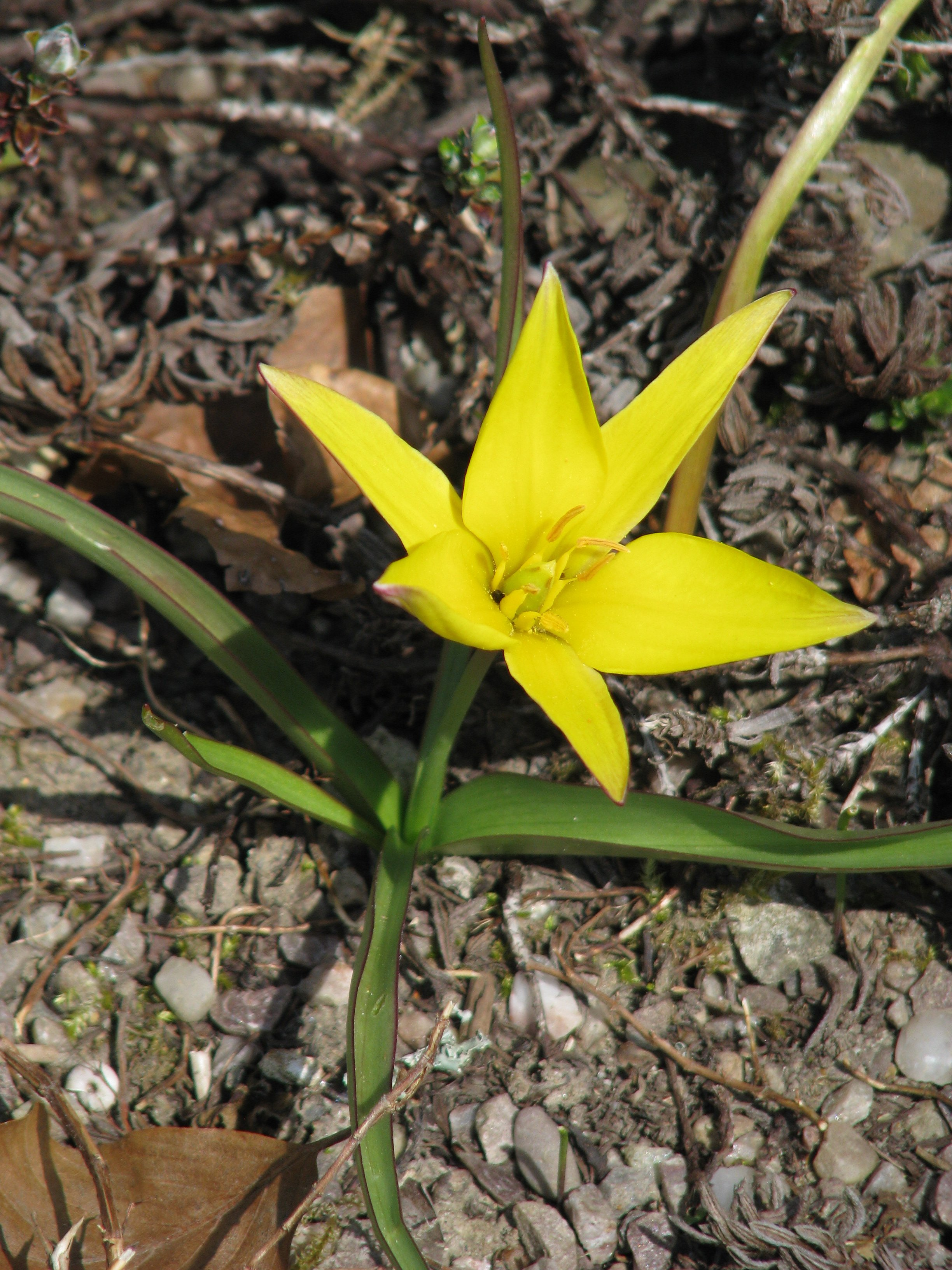
Habitus

### Vegetative Merkmale
Die Kleine Stern-Tulpe ist eine ausdauernde krautige Pflanze und erreicht Wuchshöhen von 10 bis 20 Zentimetern. Dieser Geophyt bildet Zwiebeln als Überdauerungsorgane aus. Die Zwiebelhülle ist häutig. Die zwei Laubblätter sind voneinander entfernt. Das untere misst 8 bis 12 × 0,5 bis 1,5 Zentimeter.

### Generative Merkmale
Die Blütezeit reicht von Mai bis Juni. Die Blüten sind einzeln, gelb und sind bei einem Durchmesser von 3 bis 6 Zentimetern radiärsymmetrisch und dreizählig. Die äußeren Blütenhüllblätter sind etwa 0,4 Zentimeter breit und weisen an der Unterseite braungrüne Streifen auf. Die inneren Blütenhüllblätter sind ungefähr 0,7 Zentimeter breit.

## Vorkommen
Die Kleine Stern-Tulpe kommt in West- und Ost-Tian Shan sowie in West-Pamir vor. Die Kleine Stern-Tulpe gedeiht auf feinerdereichen, steinigen Hängen und auf subalpinen Festuca-Steppen in Höhenlagen von 2400 bis 3600 Metern.

## Taxonomie
Die Erstbeschreibung erfolgte 1877 unter dem Namen (Basionym) Orithyia dasystemon von Eduard August von Regel in Trudy Imperatorskago S.-Peterburgskago Botaniceskago Sada. Acta Horti Petropolitani, Band 5, Seite 261. Die Neukombination zu Tulipa dasystemon (Regel) Regel wurde 1879 durch Regel in Trudy Imperatorskago S.-Peterburgskago Botaniceskago Sada. Acta Horti Petropolitani, Band 6, Seite 507 veröffentlicht.

## Nutzung
Es ist nicht bekannt, ob die Kleine Stern-Tulpe in Kultur ist. Unter dem Namen Tulipa dasystemon wird oft fälschlicherweise die Tarda-Tulpe (Tulipa tarda) kultiviert.